# Wasyliwka (hromada Wasyliwka)
Wasyliwka (ukr. Василівка) – wieś na Ukrainie, w obwodzie odeskim, w rejonie bołgradzkim, siedziba hromady. W 2001 liczyła 4065 mieszkańców, głównie Bułgarów.

## Urodzeni
- Elena Alistar - mołdawska i rumuńska działaczka polityczna.